# Chasselay
|  | Per a altres significats, vegeu «Chasselay (Roine)». |

Chasselay és un municipi francès al departament de la Isèra (regió de Roine-Alps). L'any 2007 tenia 421 habitants.

## Demografia

### Població
El 2007 la població de fet de Chasselay era de 421 persones. Hi havia 160 famílies de les quals 36 eren unipersonals (28 homes vivint sols i 8 dones vivint soles), 44 parelles sense fills, 64 parelles amb fills i 16 famílies monoparentals amb fills.
La població ha evolucionat segons el següent gràfic:

### Habitatges
El 2007 hi havia 190 habitatges, 159 eren l'habitatge principal de la família, 21 eren segones residències i 10 estaven desocupats. 172 eren cases i 18 eren apartaments. Dels 159 habitatges principals, 129 estaven ocupats pels seus propietaris, 26 estaven llogats i ocupats pels llogaters i 4 estaven cedits a títol gratuït; 1 tenia una cambra, 5 en tenien dues, 15 en tenien tres, 41 en tenien quatre i 97 en tenien cinc o més. 135 habitatges disposaven pel capbaix d'una plaça de pàrquing. A 58 habitatges hi havia un automòbil i a 88 n'hi havia dos o més.

### Piràmide de població
La piràmide de població per edats i sexe el 2009 era:
| Homes | Edats   | Dones |
| ----- | ------- | ----- |
| 0     | 95 o +  | 0     |
| 0     | 90 a 94 | 0     |
| 0     | 85 a 89 | 0     |
| 4     | 80 a 84 | 0     |
| 20    | 75 a 79 | 8     |
| 4     | 70 a 74 | 0     |
| 16    | 65 a 69 | 12    |
| 8     | 60 a 64 | 20    |
| 4     | 55 a 59 | 4     |
| 12    | 50 a 54 | 0     |
| 20    | 45 a 49 | 16    |
| 20    | 40 a 44 | 16    |
| 8     | 35 a 39 | 4     |
| 16    | 30 a 34 | 20    |
| 0     | 25 a 29 | 8     |
| 0     | 20 a 24 | 4     |
| 24    | 15 a 19 | 12    |
| 0     | 10 a 14 | 4     |
| 12    | 5 a 9   | 24    |
| 8     | 0 a 4   | 8     |

## Economia
El 2007 la població en edat de treballar era de 248 persones, 196 eren actives i 52 eren inactives. De les 196 persones actives 186 estaven ocupades (102 homes i 84 dones) i 10 estaven aturades (5 homes i 5 dones). De les 52 persones inactives 18 estaven jubilades, 18 estaven estudiant i 16 estaven classificades com a «altres inactius».

### Ingressos
El 2009 a Chasselay hi havia 160 unitats fiscals que integraven 397,5 persones, la mediana anual d'ingressos fiscals per persona era de 17.239 €.

### Activitats econòmiques
Dels 14 establiments que hi havia el 2007, una era d'una empresa de fabricació d'altres productes industrials, 5 d'empreses de construcció, 2 d'empreses de comerç i reparació d'automòbils, una d'una empresa de transport, una d'una empresa d'hostatgeria i restauració, 1 d'una empresa financera, 1 d'una empresa immobiliària, una d'una empresa de serveis i una d'una empresa classificada com a «altres activitats de serveis».
Dels 7 establiments de servei als particulars que hi havia el 2009, 1 era un taller de reparació d'automòbils i de material agrícola, 1 paleta, 1 guixaire pintor, una fusteria, una lampisteria, una perruqueria i 1 restaurant.
L'any 2000 a Chasselay hi havia 27 explotacions agrícoles que ocupaven un total de 480 hectàrees.

## Equipaments sanitaris i escolars
El 2009 hi havia una escola elemental integrada dins d'un grup escolar amb les comunes properes formant una escola dispersa.

## Poblacions més properes
El següent diagrama mostra les poblacions més properes.